# Mednyánszky Társaság
Mednyánszky Társaság. Kortárs képzőművészeti egyesület. 1990-ben alapította Kurucz D. István festőművész.

## Célja
Az „Ember és Világa” témakör művekben történő megjelenítése, és az, hogy Mednyánszky László eszmei hagyományának tekintélyének fontosságát, festészeti hagyatékának hatásának elősegítését, értékeit gazdagítsák.

## Tevékenységei
Kiállítások szervezése a tagságnak. Kiállításuk volt Németországban, Olaszországban, Hollandiában, Szlovákiában és több magyar városban is. 2013-ban nyílt Dunaszerdahelyen kortárs képzőművészeti kiállításukon emlékeztek Mednyánszky Lászlóra Hommage á Mednyánszky,címmel, ahol a naplójából származó idézetek, festői törekvései is installálásra kerültek, csoportosítva a kiállítótermekben az általa képviselt festői elveket.

## Tagság
Többnyire festőművészek, szobrászok alkotják a tagságot. A taglétszám 2009-ben elérte a 60 főt.

## Elnökök
- 1990-1996 Kurucz D. István
- 1996- 2012  Breznay József
- 2012 Breznay András